# Athens (Louisiana)
Athens è un comune degli Stati Uniti d'America, situato nello Stato della Louisiana, in particolare nella parrocchia di Claiborne.